# Ptilodexia pacifica
Ptilodexia pacifica là một loài ruồi trong họ Tachinidae.